# 向井康二
向井康二（日语：／ Mukai Kōji，1994年6月21日—），為日本偶像、演員和歌手。傑尼斯事務所旗下男子偶像團體Snow Man的成員之一。

## 簡歷
- 父親是日本人、母親是泰國人[2]。出生於泰國[3]，1歲開始後在奈良縣居住，奈良縣出身[4]。
- 小學2年級時因為練習泰拳的關係，展示在泰國泰拳館的照片被傑尼斯事務所創始人強尼喜多川社長相中[5]，事務所透過電話聯繫邀請加入。
- 2006年10月8日，小學5年級時正式加入傑尼斯事務所，並以關西小傑尼斯的身份開始活動。
- 2006年12月，與哥哥向井達郎組成「泰拳向井兄弟」[6]。
- 2008年10月，加入「Little Gangs」[7]，與楠本幸登、フューガルショーン悟空、バッケス健人、竜田昴征、山下颯、古謝那伊留、岡崎拓弥、藤原丈一郎等成員一起活動。
- 2009年10月，與金内柊真、北田和也、朝田淳弥、古謝那伊留，組成「Shadow WEST」[8]。
- 2012年8月，與平野紫耀、金内柊真，組成「Kin Kan」[9]。
- 2019年1月4日，演唱會落幕後，與室龍太結束以關西小傑尼斯的身份活動[10]。
- 2019年1月17日，加入「Snow Man」[11]，與深澤辰哉、佐久間大介、渡邊翔太、宮館涼太、岩本照、阿部亮平、目黑蓮、ラウール等成員一起活動。
- 2020年1月22日，Snow Man 與 SixTONES 同時發行CD出道[12]。

## 出演
※僅列出個人出演活動，出道後團體共同參與的出演活動請參照Snow Man相關條目。

### 電視劇
- DRAMATIC-J 河濱入口（2008年6月30日，關西電視台） - 飾演 平田Amonchai
- 無人知曉的J學園（關西電視台）
  - 學校的階梯（2010年4月28日） - 飾演 向井
  - 畢業〜在視聽室遇險〜（2010年7月7日） - 飾演 Kōsuke
- 帶子信兵衛2（2016年11月11日－12月23日，NHK BS Premium）[13] － 飾演 鐵平
- 白色巨塔（2019年5月22日－5月26日，朝日電視台） - 飾演 佐佐木庸一[14]
- 特搜9（朝日電視台） - 飾演 三矢翔平[15]
  - 特搜9 season 5（2022年4月6日－6月22日）
  - 特搜9 season6（2023年4月5日－5月31日）
  - 特搜9 season7（2024年4月3日－6月5日）
  - 特搜9 final season（2025年4月9日－6月11日）
- 客廳裡的松永先生（2024年1月9日－3月26日，關西電視台・富士電視台） - 飾演 鈴木健太郎
- Mountain Doctor（2024年7月8日－9月16日，關西電視台・富士電視台） - 飾演 小松真吾

### 電影
- 宿舍FES！ 〜最後的七個不可思議〜（2012年3月31日上映） - 飾演 小西睦生[16]
- 關西小傑尼斯之京都太秦行進曲！（2013年3月30日上映） - 飾演 戶田克彌
- 忍傑尼到來！未來之戰（2014年6月7日上映） - 飾演 西方忍者Kisuke[17]
- 關西小傑尼斯之目標♪ 夢想舞台！（2016年4月16日上映） - 飾演 小柳翔吉[18]
- 關西小傑尼斯之喜劇明星誕生！（2017年8月26日上映） - 飾演 揉野重信[19]
- 電影版 少年們（2019年3月29日上映） - 飾演 Tatsuya[20]
- 阿松（2022年3月25日上映）－ 主演・松野小松

### 舞台劇
- 傑尼斯銀座 我在你之前！（2012年5月4日 - 6日，創新劇院）[21]
- 少年們 無格子的監獄（2012年8月4日 - 27日，大阪松竹座）[22]
- 颱風n Dreamer（2014年8月2日 - 26日，大阪松竹座；9月3日 - 9月28日，日生劇場）[23]－飾演 黃川田的部下
- 少年們 世界的夢想是…不懂戰爭的孩子們（2015年8月2日 - 26日，大阪松竹座；9月4日 - 28日，日生劇場）[24]
- ANOTHER & Summer Show（2016年8月2日 - 8月26日。大阪松竹座）
- JOHNNYS' Future WORLD from帝劇to博多（2016年9月19日 - 30日，博多座）[25]
- JOHNNYS' Future WORLD（2016年10月8日 - 25日，梅田藝術劇場）[26]
- 東SixTONES×西關西小傑尼斯 SHOW 合戰（2017年2月18日 - 26日，新橋演舞場）[27]
- 少年們 下雪的南方島嶼（2017年8月2日 - 27日，大阪松竹座）[28]
- 瀧澤歌舞伎2018（2018年6月4日 - 30日，御園座）[29]
- 奔向明日的少年們（2018年8月4日 - 30日，大阪松竹座）[30] － 飾演 看守長
- 瀧澤歌舞伎ZERO（2019年2月3日 - 25日，京都四条南座；4月10日 - 5月19日，新橋演舞場）[31]
- 三婆（2019年5月31日 - 6月27日，大阪松竹座；7月1日 - 8日，博多座）[32] － 飾演 辰夫
- 少年們 To Be！（2019年9月7日 - 28日，日生劇場）[33]
- 哈洛與茂德（2023年9月8日 - 10月12日，EX THEATER ROPPONGI）－ 飾演 ハロルド（哈洛）

### 演唱會
0新年
- 關西小傑尼斯 新年快樂 Concert 2012（2012年1月2日、3日，大阪城展演廳）[22]
- 關西小傑尼斯 大江戶元旦公演 新年快樂 IN TOKYO DOME CITY（2013年1月1日，東京巨蛋表演廳）[34]
- 關西小傑尼斯 平成25年 新年快樂 Concert（2013年1月5日、6日，大阪城展演廳）[34]
- 關西小傑尼斯 新年快樂 Concert 2014（2014年1月4日、5日，大阪城展演廳）[35]
- 關西小傑尼斯 Concert 2018 〜Happy New 汪 Year〜（2018年1月3日、4日，大阪城展演廳）[36]
- 關西小傑尼斯 LIVE 2019 Happy 2 year !! 〜今年也是關Ju 和 Chu Year !!〜（2019年1月3日、4日，大阪城展演廳）[10]

0春假
- 關西小傑尼斯 春假 Special Concert 2012（2012年3月24日 - 4月25日，大阪松竹座）[22]
- 關西小傑尼斯 春假 Special Concert 2013（2013年3月5日 - 3月27日，大阪松竹座）[34]
- 關西小傑尼斯 春假 Special Concert 2014（2014年3月1日 - 3月25日，大阪松竹座）[37]
- 關西小傑尼斯 春假 Special Show 2015（2015年3月21日 - 3月31日，大阪松竹座）[38]
- 關西小傑尼斯 春假 Special Show 2016（2016年3月31日 - 4月11日，大阪松竹座）[39]
- 關西小傑尼斯 春的 SHOW 合戰（2017年3月4日 - 3月28日，大阪松竹座）[40]
- 關西小傑尼斯 春假 Special Show 2018（2018年3月1日 - 3月24日，大阪松竹座）[41]

0聖誕節
- 關西小傑尼斯 X'mas Concert 2012（2012年12月2日 - 12月25日，大阪松竹座）[22]
- 關西小傑尼斯 X'mas Concert 2013（2013年12月1日 - 12月25日，大阪松竹座）[34]
- 關西小傑尼斯 X'mas Show 2014（2014年11月30日 - 12月25日，大阪松竹座）[42]
- 關西小傑尼斯 X'mas Show 2015（2015年11月29日 - 12月25日，大阪松竹座）[43]
- 關西小傑尼斯 X'mas Show 2016（2016年11月30日 - 12月25日，大阪松竹座）[44]
- 關西小傑尼斯 X'mas Show 2017（2017年12月1日 - 12月25日，大阪松竹座）[45]
- 關西小傑尼斯 X'mas Party 2018（2018年11月30日 - 12月25日，大阪松竹座）[46]

0其他
- Mai Jani Concert Vol.1（2013年3月2日、3日，Orix 劇場）[34]
- Mai Jani Concert Vol.2（2013年8月31日、9月1日，Orix 劇場）[34]
- 關西小傑尼斯 初全國巡演 2013（2013年4月14日 - 7月7日，大阪松竹座）[34]
- 關西小傑尼斯 LIVE 2018 Fall in LOVE 〜在秋季戀上關Ju〜（2018年10月24日 - 11月4日，梅田藝術劇場）[47]

### 音樂
- LET ME GO（未音源化）（2018年） - 與室龍太演唱[48]
- 逆轉LOVERS（Dance Video）（2018年） - 為KEN☆Tackey伴舞[49]
- 浮世艶姿櫻（Dance Video)（2018年） - 為KEN☆Tackey伴舞[49]

### 廣告
- Seven Net Shopping「SILVER SNOW」（2021年1月 - ）[50]

### 廣播節目
- 關西小傑尼斯 新鮮的關Juice（2016年7月3日 - 2018年12月30日，Radio 關西）[51]* 謝謝啦 我們是關西小傑尼斯（2018年3月5日，MBS Radio）[52]
- 推薦！22時台（2020年1月23日，文化放送）
- 三宅健的Rajio（2020年1月27日，bayfm）
- JAM×JAM（2020年2月2日，Radio 關西）
- 中山優馬 RADIO CATCH（2020年10月8日，JFN）
- 木村拓哉 Flow supported by GYAO!（2021年2月7日、14日、21日，TOKYO FM）
- on-air with TACTY IN THE MORNING（2022年3月23日，FM802）
- #Music Bit（2022年3月24日，FM 大阪）

### 電視節目
- 主持／常規

| 節目名稱                                     | 播出日期                       | 電視台     | 備註   |
| -------------------------------------------- | ------------------------------ | ---------- | ------ |
| あほやねん!すきやねん!                       | 2012年4月 - 2013年3月29日      | NHK大阪    |        |
| まいど!ジャーニィ〜                          | 2012年10月3日 - 2019年12月15日 | BS富士     |        |
| 週末応援ナビ☆あほやねん!すきやねん!          | 2013年4月6日 - 2015年3月14日   | NHK大阪    |        |
| 学校再発見バラエティー あほやねん すきやねん | 2015年4月4日 - 2016年3月19日   | NHK大阪    |        |
| じもてぃ愛情マップ みんな すきやねん!        | 2016年4月10日 - 2017年4月2日   | NHK大阪    |        |
| まちけん参上!〜あなたの街のおもしろ検定〜    | 2017年4月9日 - 2019年2月17日   | NHK大阪    |        |
| 親愛なる、あだな様                           | 2019年6月10日、6月18日         | 東京電視台 | 主持人 |
| 芸能人が本気で考えた!ドッキリGP              | 2020年1月11日 -                | 富士電視台 |        |
| アイ・アム・冒険少年                         | 2020年4月20日 -                | TBS電視台  |        |

- 嘉賓

| 2015年－2019年                                  | 2015年－2019年                                                     | 2015年－2019年 | 2015年－2019年 |
| 節目名稱                                        | 播出日期                                                           | 電視台         | 備註           |
| ----------------------------------------------- | ------------------------------------------------------------------ | -------------- | -------------- |
| バリバラ〜障害者情報バラエティー〜              | 2015年7月26日、7月31日、8月2日、8月7日                             | NHK            |                |
| 関ジャニ∞のジャニ勉                             | 2015年7月29日 2016年10月5日 2017年8月23日、9月20日 2018年9月6日    | 關西電視台     | 外景           |
| バリバラ                                        | 2016年6月5日、6月10日、6月12日、6月17日、8月14日、10月2日、10月7日 | NHK            |                |
| スタジオパークからこんにちは じもてぃ愛情マップ | 2017年1月18日、3月14日                                             | NHK            |                |
| 大阪人の新常識 OSAKA LOVER                      | 2018年8月18日、11月10日 2019年3月23日                              | 大阪電視台     |                |
| よ～いドン!                                     | 2018年10月15日                                                     | 關西電視台     |                |
| この差って何ですか？                            | 2019年3月19日                                                      | TBS電視台      |                |
| VS嵐                                            | 2019年3月28日                                                      | 富士電視台     |                |
| 踊る！さんま御殿!!                              | 2019年7月30日                                                      | 日本電視台     |                |
| 幸せにしてあげるわよ～女王が教える目利きワザ～  | 2019年10月1日                                                      | 富士電視台     |                |

| 2020年                                | 2020年            | 2020年     | 2020年 |
| 節目名稱                              | 播出日期          | 電視台     | 備註   |
| ------------------------------------- | ----------------- | ---------- | ------ |
| 着信御礼!ケータイ大喜利               | 1月4日            | NHK        |        |
| 踊る!さんま御殿!!                     | 3月24日           | 日本電視台 |        |
| ホンマでっか!?TV                      | 3月25日           | 富士電視台 |        |
| 王様のブランチ                        | 4月18日、11月28日 | TBS電視台  |        |
| ウチのガヤがすみません!               | 5月12日           | 日本電視台 |        |
| 人気の秘密を考察!売れっ子ちゃん       | 7月31日           | TBS電視台  |        |
| 教えてもらう前と後                    | 9月15日、11月24日 | TBS電視台  |        |
| 満天☆青空レストラン                   | 9月26日           | 日本電視台 |        |
| 華丸大吉＆千鳥のテッパンいただきます! | 10月6日           | 富士電視台 |        |
| 林先生の初耳学                        | 11月29日          | TBS電視台  |        |
| #ハッシュで有猿                       | 12月26日          | 富士電視台 |        |

| 2021年                                                                    | 2021年                    | 2021年     | 2021年 |
| 節目名稱                                                                  | 播出日期                  | 電視台     | 備註   |
| ------------------------------------------------------------------------- | ------------------------- | ---------- | ------ |
| 第7キングダム                                                             | 1月2日                    | 日本電視台 |        |
| アンタッチャブル・レコード                                                | 1月5日                    | 富士電視台 |        |
| 1周回って知らない話＋今夜くらべてみました 人気者が本音告白！合体4時間SP！ | 1月6日                    | 日本電視台 |        |
| つぶし合いクイズ！悪意の矢                                                | 1月18日                   | 日本電視台 |        |
| ヒルナンデス！                                                            | 1月21日、7月15日、8月12日 | 日本電視台 |        |
| 王様のブランチ                                                            | 1月23日、4月10日          | TBS電視台  |        |
| スゴ動画超人GP                                                            | 3月16日                   | 日本電視台 |        |
| 567↑8                                                                     | 3月29日                   | 富士電視台 |        |
| ラヴィット!                                                               | 4月9日、4月12日、5月3日   | TBS電視台  |        |
| レッツ!美バディ                                                           | 4月12日                   | TBS電視台  |        |
| ひるおび！                                                                | 4月12日                   | TBS電視台  |        |
| ジャンクSPORTS                                                            | 6月13日                   | 富士電視台 |        |
| 1億人の大質問!?笑ってコラえて!                                            | 6月23日                   | 日本電視台 |        |
| 千鳥の鬼レンチャン                                                        | 7月4日、12月29日          | 富士電視台 |        |
| あさチャン!                                                               | 8月24日                   | TBS電視台  |        |
| 内村のツボる動画                                                          | 9月15日                   | 東京電視台 |        |
| オトラクション                                                            | 9月21日                   | TBS電視台  |        |
| ゼロイチ                                                                  | 9月25日                   | 日本電視台 |        |
| ドリフに大挑戦スペシャル                                                  | 9月26日                   | 富士電視台 |        |
| バズリズム02                                                              | 10月22日                  | 日本電視台 | VTR    |
| ダウンタウンDX                                                            | 12月2日                   | 日本電視台 |        |

| 2022年                                                             | 2022年                    | 2022年     | 2022年 |
| 節目名稱                                                           | 播出日期                  | 電視台     | 備註   |
| ------------------------------------------------------------------ | ------------------------- | ---------- | ------ |
| 元日サプライズ!                                                    | 1月1日                    | 日本電視台 |        |
| ものまね芸人151人がガチで選んだいま本当にスゴい!ものまねランキング | 1月2日                    | 東京電視台 |        |
| 超無敵クラス                                                       | 3月22日                   | 日本電視台 |        |
| ラヴィット!                                                        | 3月25日、9月13日          | TBS電視台  |        |
| 満天☆青空レストラン                                                | 3月26日                   | 日本電視台 |        |
| オールスター感謝祭'22 春                                           | 3月26日                   | TBS電視台  |        |
| まるっと!サタデー                                                  | 3月26日、4月2日           | TBS電視台  |        |
| 坂上&指原のつぶれない店                                            | 3月27日                   | TBS電視台  |        |
| 相席食堂                                                           | 4月5日                    | 朝日電視台 |        |
| くりぃむクイズ ミラクル9                                           | 4月6日                    | 朝日電視台 |        |
| あざとくて何が悪いの？                                             | 4月10日                   | 朝日電視台 |        |
| ドリフに大挑戦スペシャル                                           | 5月8日                    | 富士電視台 |        |
| さんまのまんま 初夏SP                                              | 6月17日                   | 富士電視台 |        |
| 世界のお店にツッコみたい!                                          | 6月25日                   | 東京電視台 |        |
| ザ!世界仰天ニュース 4時間SP                                        | 6月28日                   | 日本電視台 |        |
| ジロジロ有吉                                                       | 7月8日                    | TBS電視台  |        |
| おかべろ                                                           | 7月9日                    | 關西電視台 |        |
| トークィーンズ                                                     | 8月25日                   | 富士電視台 |        |
| THE鬼タイジ                                                        | 8月31日                   | TBS電視台  |        |
| 日曜日の初耳学                                                     | 9月4日、9月11日、11月20日 | 毎日放送   |        |
| 櫻井･有吉THE夜会                                                   | 9月8日                    | TBS電視台  |        |
| 王様のブランチ                                                     | 9月10日                   | TBS電視台  |        |
| THE TIME                                                           | 9月13日                   | TBS電視台  |        |
| ひるおび                                                           | 9月13日                   | TBS電視台  |        |
| クイズ!国民一斉調査                                                | 9月15日                   | 日本電視台 |        |
| かまいたちの100均物件                                              | 9月25日                   | 關西電視台 | VTR    |
| オボエロ                                                           | 9月27日                   | TBS電視台  |        |
| 不夜城はなぜ回る                                                   | 12月30日                  | TBS電視台  |        |

## 出版

### 雜誌
| 連載         | 連載          | 連載                          | 連載                |
| 出版社       | 雜誌名稱      | 連載名稱                      | 刊號                |
| ------------ | ------------- | ----------------------------- | ------------------- |
| 朝日新聞出版 | 朝日相機      | 與大師白熱的拍照課程          | 2020年 4月號－7月號 |
| 朝日新聞出版 | AERA          | 向井康二來學習 白熱的拍照課程 | 2020年 7/27號－     |
| 日之出出版   | CINEMA SQUARE | Koji's movie                  | Vol.122－           |

| 個人封面模特 | 個人封面模特       | 個人封面模特         |
| 出版社       | 雜誌名稱           | 刊號                 |
| ------------ | ------------------ | -------------------- |
| 朝日新聞出版 | 朝日相機           | 2020年 4月號         |
| 朝日新聞出版 | AERA               | 2020年 7/27號        |
| 日之出出版   | FINEBOYS+Plus HAIR | 2021年 春夏號        |
| KADOKAWA     | 東海 Walker        | 2021年 4月號         |
| KADOKAWA     | 關西 Walker        | 2021年 4月號         |
| 枻出版       | Men's PREPPY       | 2021年 5月號         |
| 集英社       | DUeT               | 2021年 11月號        |
| 朝日新聞出版 | AERA               | 2022年 3/28號        |
| THE SHOT     | Eye-Ai             | 2022年 4月號         |
| 日之出出版   | FINEBOYS           | 2022年 4月號         |
| 日之出出版   | CINEMA SQUARE      | Vol.133              |
| 集英社       | non-no             | 2022年 5月號 特別版  |
| 光文社       | 女性自身           | 2022年 4/12號        |
| 寶島社       | SPRiNG             | 2022年 8月號         |
| 寶島社       | mini               | 2022年 10月號 特別版 |
| 音樂與人     | QLAP!              | 2022年 10月號        |
| 集英社       | MORE               | 2022年 11月號 特別版 |

## 外部連結
- Johnny's net > Snow Man （页面存档备份，存于）
- 向井康二的Instagram帳戶